# Сюй Хуэйянь
Сюй Хуэйянь (род. 9 октября 2005) — китайская синхронистка, четырёхкратная чемпионка мира 2025 года, призёр чемпионатов мира.

## Карьера
В феврале 2024 года на чемпионате мира в Дохе завоевала бронзовую медаль в выступлениях солисток в технической программе.
В 2025 году на чемпионате мира в Сингапуре завоевала четыре золотые медали, одну из которых в сольном выступлении в технической программе и одну серебряную медаль в соло в произвольной программе.
Участвовала в кубке мира в Пекине в 2024 году, в Маркхэме в 2024 году, в Будапеште в 2024 году и Сиани в 2025 году.